# Geigenwang
Geigenwang ist ein bayerischer Weiler, der zur Gemeinde Birgland im Oberpfälzer Landkreis Amberg-Sulzbach gehört.

## Geografie
Der Weiler im Norden des Oberpfälzer Jura ist einer von 42 amtlich benannten Gemeindeteilen der Gemeinde Birgland im westlichen Teil der Oberpfalz. Das auf einer Höhe von 581 m ü. NHN gelegene Geigenwang ist etwa sieben Kilometer von dem ostnordöstlichen liegenden Pfarrdorf Illschwang entfernt, in dem die Birglander Gemeindeverwaltung ihren Sitz hat.

## Geschichte

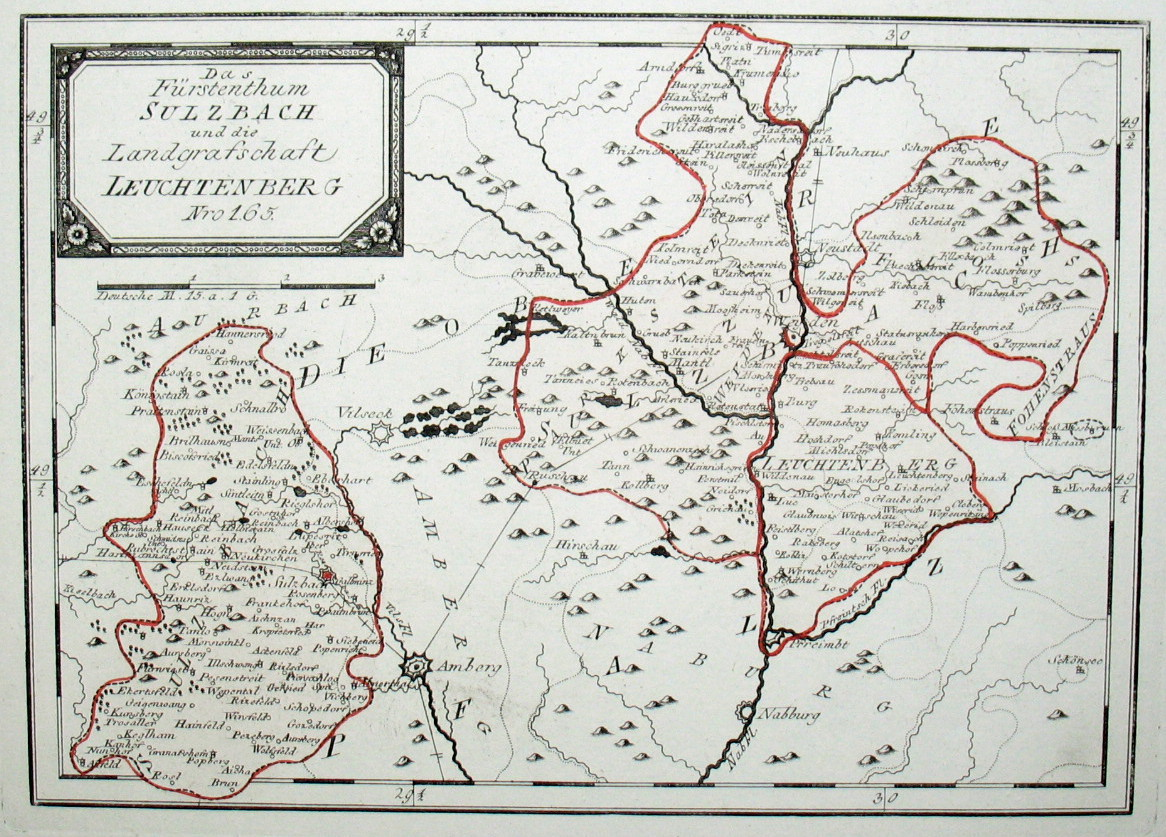
Das Territorium des Herzogtums Sulzbach mit dem Gebiet des Landrichteramtes Sulzbach im Südwesten

Zum Ende des Heiligen Römischen Reiches unterstand der bis 1777 kurpfälzische Weiler der Landeshoheit des Kurfürstentums Pfalzbaiern. Er gehörte dabei zum Landrichteramt Sulzbach, dem südwestlichen Teil des wittelsbachischen Herzogtums Sulzbach. Im Rahmen des im Herzogtum Sulzbach seit 1652 geltenden Simultaneums waren sowohl die evangelischen als auch die katholischen Einwohner des damals aus drei Anwesen bestehenden Ortes nach Illschwang gepfarrt.
Durch die Verwaltungsreformen zu Beginn des 19. Jahrhunderts im Königreich Bayern wurde Geigenwang mit dem Zweiten Gemeindeedikt im Jahr 1818 ein Bestandteil der Landgemeinde Frechetsfeld, zu der auch die Orte Burkartshof, Eckertsfeld, Gronatshof, Haslach und Woppenthal gehörten. Im Zuge der kommunalen Gebietsreform in Bayern in den 1970er Jahren wurde Geigenwang zusammen mit der Gemeinde Frechetsfeld am 1. Juli 1972 in die neu gebildete Flächengemeinde Birgland eingegliedert. Im Jahr 1987 zählte Geigenwang zehn Einwohner.

## Verkehr
Eine aus dem Südosten von Woppenthal kommende Gemeindeverbindungsstraße durchquert den Ort und führt in westlicher Richtung weiter nach Frechetsfeld. Der ÖPNV bedient den Weiler an einer Haltestelle der Buslinie 76 des VGN. Der am schnellsten erreichbare Bahnhof befindet sich in Sulzbach-Rosenberg an der Bahnstrecke Nürnberg–Schwandorf.